# Nierstraszella lineata
Nierstraszella lineata is een keverslakkensoort uit de familie van de Nierstraszellidae. De wetenschappelijke naam van de soort is voor het eerst geldig gepubliceerd in 1905 door Nierstrasz.